# Harmalol
Harmalol ist ein Indolalkaloid, das zu den Stoffgruppen der β-Carboline und Harman-Alkaloide zählt.

## Vorkommen

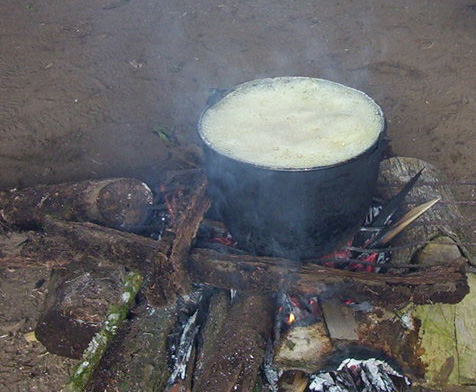
Ayahuasca

Es kommt in Ayahuasca, in den Stängeln von Passiflora incarnata und Hippophae rhamnoides, in den Wurzeln von Apocynum cannabinum, sowie in den Samen der Steppenraute (Peganum harmala) vor.

## Physiologische Wirkung
Harmalol ist ein Acetylcholinesterase- und Butyrylcholinesterase-Hemmer. Es hemmt außerdem das krebsaktivierende Enzym CYP1A1. Es findet Anwendung in DNA- bzw. RNA-Alkaloid-Bindungsstudien. Harmalol erhöhte die Pulsamplitude, maximalen Aorta-Durchfluss und Herzmuskelkontraktion bei narkotisierten Hunden mit normalem Blutdruck.